# Almeirim (Portugal)
Almeirim is een gemeente in het Portugese district Santarém.
De gemeente heeft een totale oppervlakte van 222 km² en telde 21.957 inwoners in 2001.

## Plaatsen in de gemeente
- Almeirim
- Benfica do Ribatejo
- Fazendas de Almeirim
- Raposa